# Millennium 45
Millenium 45 é o álbum de estreia da banda russa Flymore, lançado em 2009.

## Faixas
1. "Intro" - 1:43
2. "Misunderstanding" - 4:39
3. "Wake Up" - 4:08
4. "All the Time I Bled" - 2:58
5. "My Last Goodbye" - 4:51
6. "I Will Still Sing" - 3:46
7. "Queen of the Damned" - 4:48
8. "Nothing Personal" - 3:49
9. "Insane" - 3:29
10. "Hold On" - 3:14
11. "Live It Up" - 3:38
12. "My Destination" - 2:43
13. "Asylum - 5:08

## Músicos
- Max "Frozt" Morozov - vocal
- Igor "Fly" Mukhin - Guitarra
- Denis "Check" Rybakov - Guitarra
- Serj Kulikov - Baixo
- Nikita Alekseev - bateria